# 1239
| 1239               |
| ------------------ |
| Dødsfald - Fødsler |
|                    |

| Gregoriansk kalender | 1239 MCCXXXIX           |
| Ab urbe condita      | 1992                    |
| Armensk kalender     | 688 ԹՎ ՈՁԸ              |
| Kinesiske kalender   | 3935 – 3936 戊戌 – 己亥 |
| Etiopisk kalender    | 1231 – 1232             |
| Jødisk kalender      | 4999 – 5000             |
| Hindukalendere       |                         |
| - Vikram Samvat      | 1294 – 1295             |
| - Shaka Samvat       | 1161 – 1162             |
| - Kali Yuga          | 4340 – 4341             |
| Iransk kalender      | 617 – 618               |
| Islamisk kalender    | 636 – 637               |

Regent i Danmark: Valdemar Sejr 1202-1241 og Erik Plovpenning
Se også 1239 (tal)